# Shrubland Hall
Shrubland Hall, Coddenham, Suffolk, est une maison de campagne anglaise historique avec des jardins dans le Suffolk, en Angleterre, construite dans les années 1770.
Le manoir est utilisé comme clinique de santé dans la seconde moitié du XXe siècle et a brièvement rouvert ses portes en tant qu'hôtel, restaurant et spa en 2015, mais a fermé ses portes début 2017.
Le parc et les jardins à la française sont classés Grade I sur le Registre des parcs et jardins historiques, et le manoir lui-même est classé Grade II* sur la Liste du patrimoine national pour l'Angleterre.

## Histoire

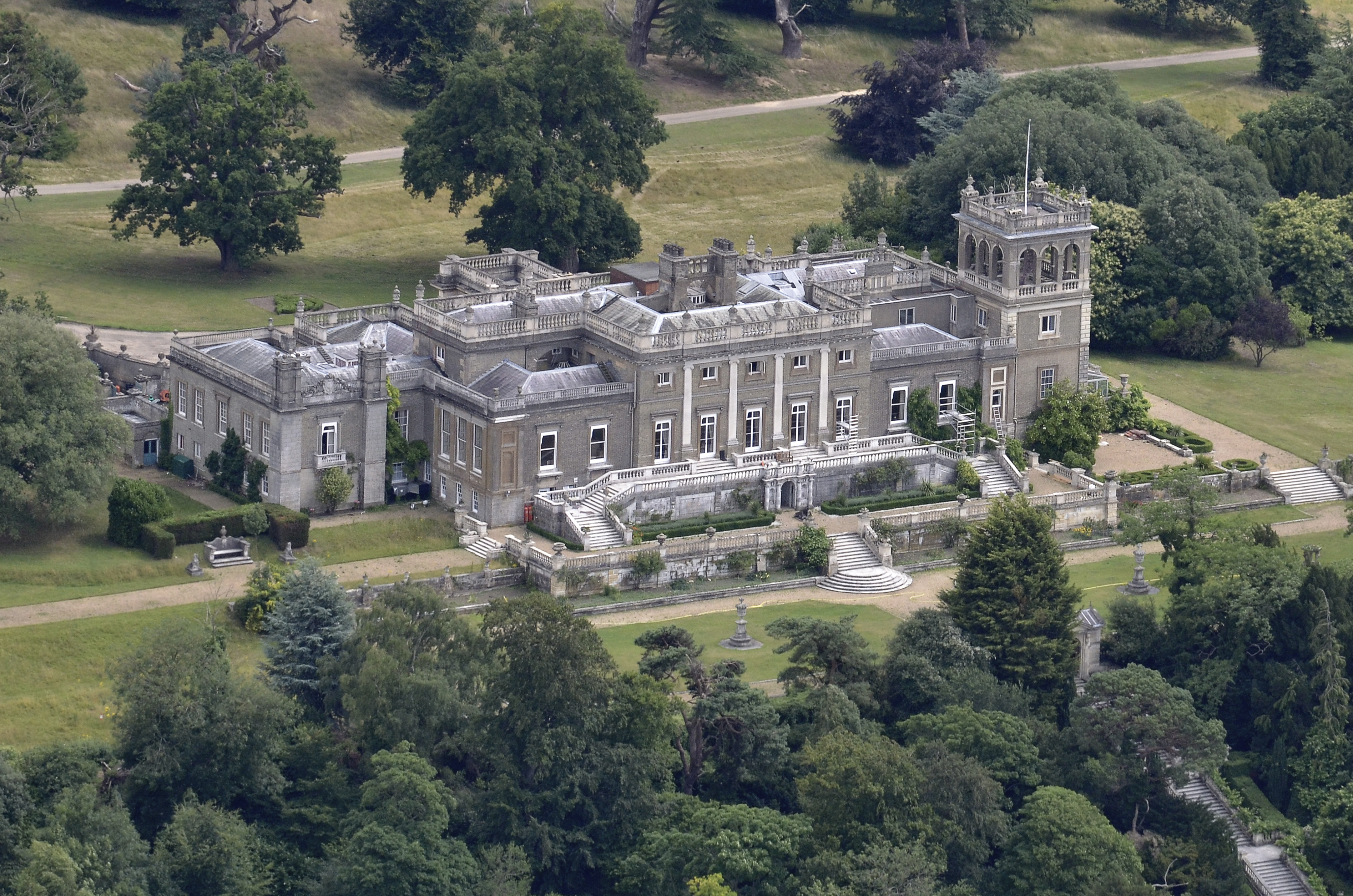
Shrubland Hall

Le premier propriétaire enregistré du domaine est Robert de Shrubeland, bien qu'il existe des preuves d'occupation sur le site depuis l'époque romaine. Le précédent Shrubland Hall de style Tudor a été construit par la famille Booth au début du XVIe siècle. Le domaine est ensuite acquis par la famille Little et transmis à la famille Bacon lorsqu'en 1581 Helen Little, fille et héritière de Thomas Little (par sa femme Elizabeth Lytton, fille et cohéritière de Sir Robert Lytton de Knebworth House dans le Hertfordshire), épouse Sir Edward Bacon (d.1618), le troisième fils de Sir Nicholas Bacon, Lord gradien du grand sceau d’Élisabeth Ire, et un demi-frère du philosophe et homme d'État Sir Francis Bacon.

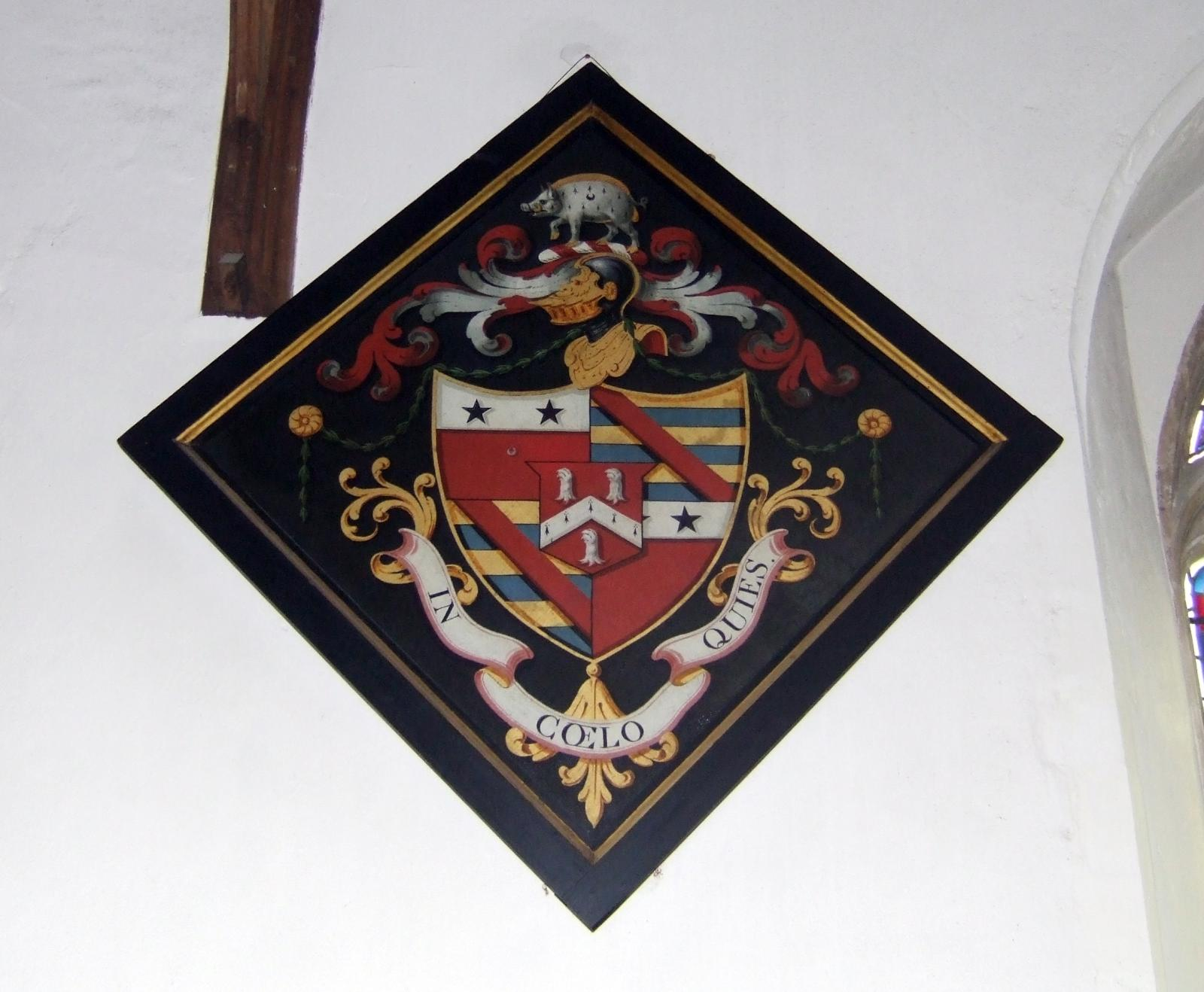
armoiries funéraires à Coddenham Church of Rev. Nicholas Bacon (d.1796) de Shrubland, dernier de la lignée masculine

Le présent manoir classé Grade II * est conçue par James Paine pour le pasteur John Bacon au début des années 1770. Son héritier est son jeune frère Nicholas Bacon (d.1796), vicaire de Coddenham, décédé sans descendance et dernier de la lignée masculine, dont l'armoirie funéraire subsiste à l'église de Coddenham. Il est ensuite acheté par Sir William Fowle Middleton, 1er baronnet, dont le fils et héritier, Sir William Fowle Middleton, 2e baronnet, charge l'architecte John Peter Gandy de le remodeler au début des années 1830. Entre 1849 et 1855, le bâtiment de Sir William est réaménagé par Sir Charles Barry, qui crée également les jardins en terrasses. Le bloc central de Paine est construit en 3 étages avec une façade de 5 baies, auxquelles Gandy-Deering ajoute 3 autres baies de chaque côté. L'ensemble est construit en briques Gault avec des enduits de calcaire et de stuc. Le parc est conçu par Humphry Repton et conserve toujours le parc aux cerfs et le jardin clos.

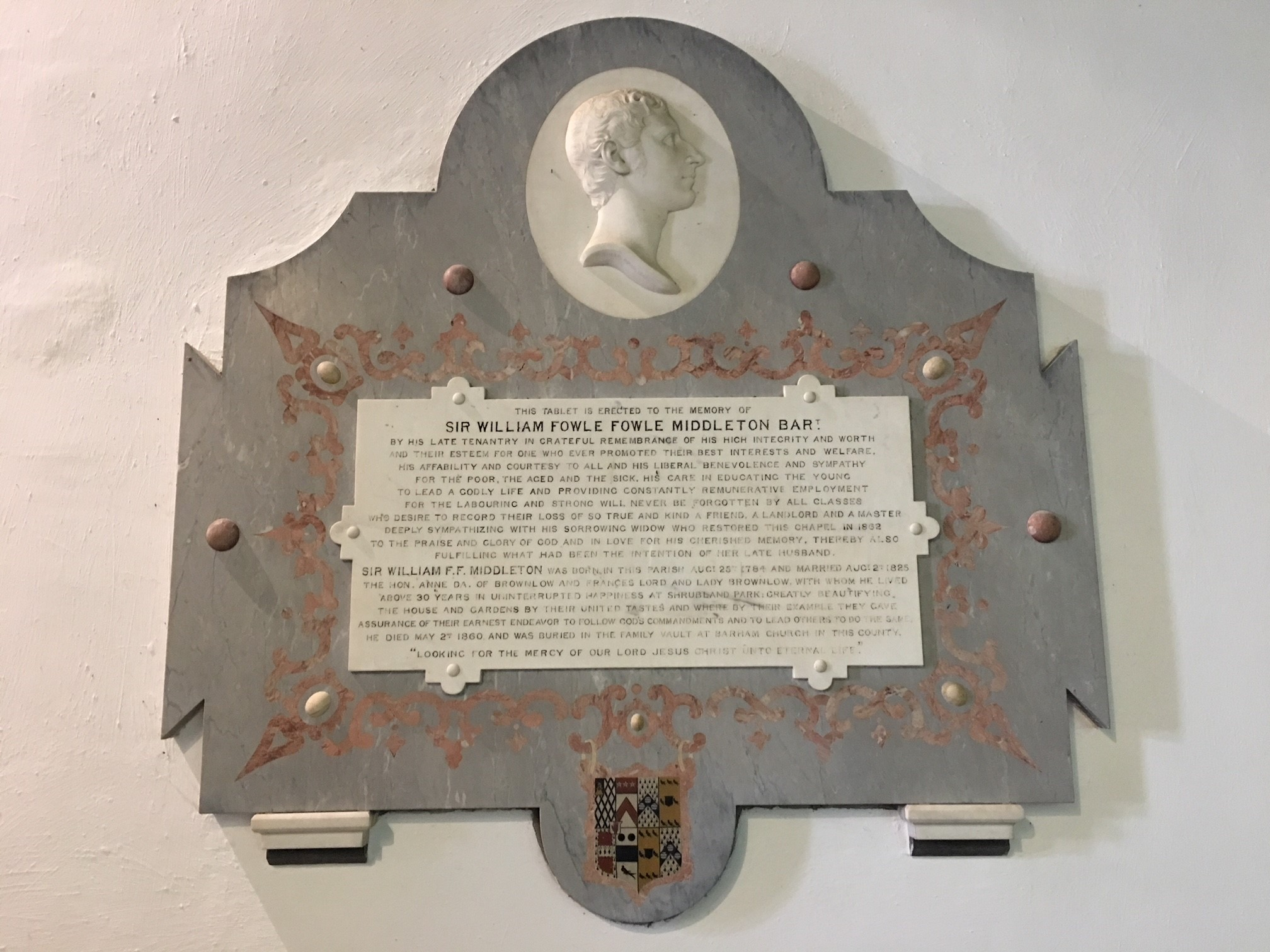
Mémorial de Sir William Fowle Middleton, 2e baronnet, dans l'église All Saints, Crowfield, Suffolk

Après la mort de Sir William en 1860, la propriété passe à son cousin Sir George Nathaniel Broke Middleton, et de lui en 1882 à sa nièce Jane Anne Broke, fille aînée du capitaine Charles Acton Vere-Broke, et de son mari James Saumarez (4e baron de Saumarez). Le manoir est utilisé comme maison de convalescence pendant la Première Guerre mondiale et le vieux manoir comme QG de brigade pendant la Seconde Guerre mondiale. Dans les années 1960, le 6e baron de Saumarez établit un dispensaire dans la propriété qui perdure au temps du 7e baron .
La clinique de santé Shrubland Hall fonctionne dans le manoir jouxtant les jardins du parc Shrubland jusqu'au 2 avril 2006, lorsque le domaine Shrubland, est mis en vente avec un prix demandé de 23 millions de livres sterling. Jusque-là, les jardins à l'italienne, qui comprennent des éléments classés Grade II, étaient ouverts au public en tant qu'attraction touristique .
En 2010, le domaine est vendu en 42 lots distincts . À partir de 2012, le manoir lui-même est utilisé comme quartier résidentiel pour l'établissement d'enseignement supérieur privé, le British Institute of Technology &amp; E-commerce (BITE), mais en 2014 est rouvert en tant que boutique de luxe et hôtel 5 étoiles . En 2015, le manoir est mis en vente au prix demandé de 6 500 000 £ .